# Claoxylon rostratum
Claoxylon rostratum är en törelväxtart som beskrevs av Airy Shaw. Claoxylon rostratum ingår i släktet Claoxylon och familjen törelväxter. Inga underarter finns listade i Catalogue of Life.